# Еджвар-роуд (станція метро, лінії Кільцева, Дистрикт та Гаммерсміт-енд-Сіті)
51°31′12″ пн. ш. 0°10′04″ зх. д. / 51.52° пн. ш. 0.167778° зх. д.

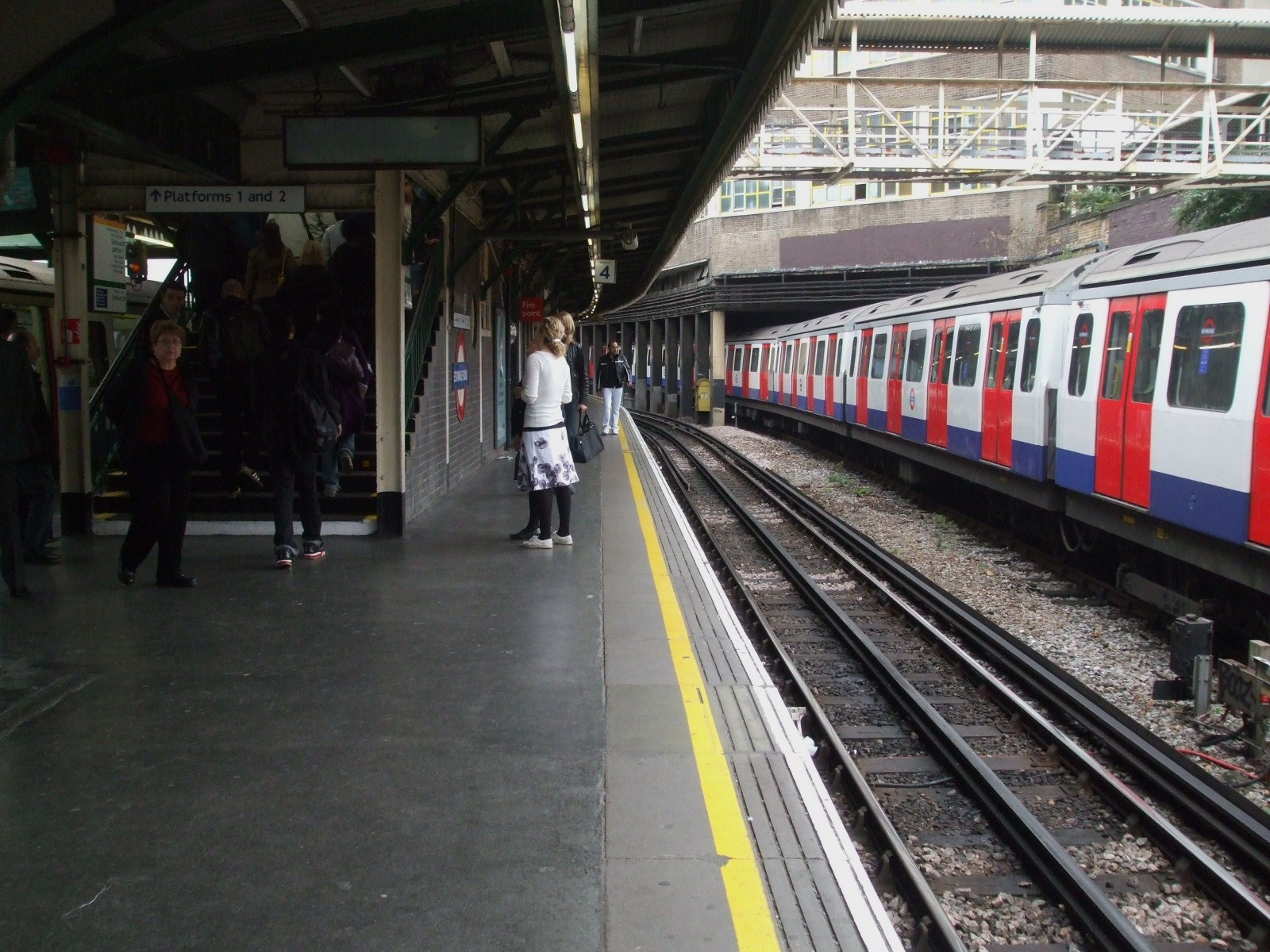
Платформа метростанції Еджвар-роуд, Кільцева лінія

Еджвар-роуд (англ. Edgware Road) — станція Лондонського метрополітену ліній Кільцева, Дистрикт, Гаммерсміт-енд-Сіті, розташована на розі вулиць Чапел-стріт та Каббел-стріт. Станція відноситься до 1-ї тарифної зони.  В 2017 році пасажирообіг станції склав 7.15 млн осіб.
Однойменна станція лінії Бейкерлоо розташована за 150 м на північ, на іншому боці Мерілебон-роуд.
У минулому було запропоновано перейменувати одну з станцій Еджвар-роуд, щоб уникнути плутанини. Жодну з них не слід плутати зі станцією Еджвар на Північній лінії.
10 січня 1863 — відкриття станції у складі Metropolitan Railway черга між станціями Паддінгтон і Фаррінгдон.

## Станція сьогодні
Потяги ліній Кільцевої, Дистрикт та Гаммерсміт-енд-Сіті, прямують до станції Паддінгтон однією колією. Але, на станції Паддінгтон потяги лінії Гаммерсміт-енд-Сіті прибувають на окрему платформу.
Для лінії Дистрикт (точніше, її Вімблдонського радіусу) станція Еджвер-роуд є кінцевою. Потяги ж ліній Кільцевої та Гаммерсміт-енд-Сіті, прямують до станції Бейкер-стріт однією колією.

## Пересадки
- На автобуси London Buses маршрутів 18, 27, 205 та нічних маршрутів N18, N205
- У кроковій досяжності знаходиться станція Мерілебон